# Dagmar Bentzen

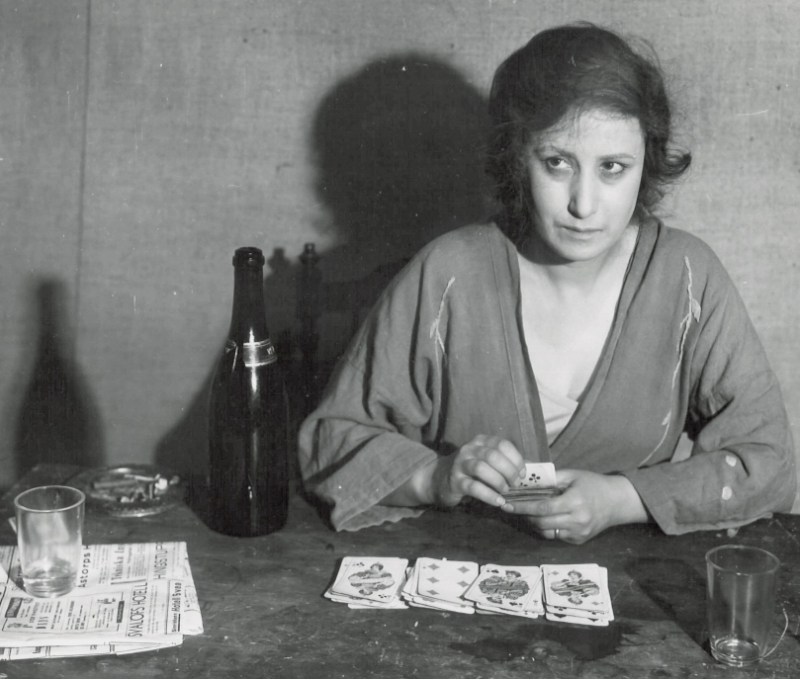
Dagmar Bentzen i pjäsen Streber av Stig Dagerman på Malmö stadsteater 1948.

Dagmar Maria Antoinette Bentzen, född den 17 oktober 1902 i Stockholm, död den 25 mars 1967 i Borås, var en svensk operettsångerska och skådespelare.

## Biografi
Bentzen studerade under fem år vid Kungliga Musikkonservatoriet och hos Anna Tibell. Redan som barn var hon vid teatern och fick fast engagemang vid Åbo Svenska Teater 1925–1929, hos Oscar Winge på Hippodromteatern 1930–1935 och hade därefter tillfälliga engagemang hos Folkets parkers sommarturnéer 1929–1941. Hon uppträdde även på Skansens friluftsteater 1938 och på Stora Teatern 1935–1936. Åren 1945–1953 var hon engagerad vid Malmö Stadsteater och därefter vid Göteborgs Stadsteater.
Bentzen var från 1930 gift med skådespelaren Hilding Rolin.
Hon filmdebuterade 1955 i Rolf Husbergs Luffaren och Rasmus.

## Filmografi
- 1955 – Luffaren och Rasmus
- 1958 – Ett dockhem
- 1963 – Societetshuset (TV-serie)
- 1964 – Drömpojken

## Teater

### Roller
| År   | Roll                   | Produktion                                                                                | Regi                | Teater                  |
| ---- | ---------------------- | ----------------------------------------------------------------------------------------- | ------------------- | ----------------------- |
| 1927 | Jack Stanley           | Din nästas fästmö (Just Married) Adelaide Matthews och Anne Nichols                       | Oscar Tengström     | Åbo Svenska Teater      |
| 1927 | Birgit Ljusnar         | Hälsingar Henning Ohlsson                                                                 | Rafael Stenius      | Åbo Svenska Teater      |
| 1927 | Paul Holm som barn     | Brännmärkt (Under værgeraadet) Christian Gjerløv                                          | Oscar Tengström     | Åbo Svenska Teater      |
| 1928 | Lotte                  | 360 kvinnor (360 Frauen) Johannes Berliner                                                | Rafael Stenius      | Åbo Svenska Teater      |
| 1928 | Ringa                  | Littowska vapnet Hjalmar Procopé                                                          | Oscar Tengström     | Åbo Svenska Teater      |
| 1928 | En gosse               | Antigone (Ἀντιγόνη, Antigone) Sofokles                                                    | Oscar Tengström     | Åbo Svenska Teater      |
| 1928 | En husjungfru          | Pygmalion George Bernard Shaw                                                             | Rafael Stenius      | Åbo Svenska Teater      |
| 1928 | Hedvig                 | Vildanden Henrik Ibsen                                                                    | Oscar Tengström     | Åbo Svenska Teater      |
| 1928 | Daisy Gray             | Dollarprinsessan (Die Dollarprinzessin) Leo Fall, Alfred Maria Willner och Fritz Grünbaum | Oscar Tengström     | Åbo Svenska Teater      |
| 1928 | En liten flicka        | Älskog (Liebelei) Arthur Schnitzler                                                       | Rafael Stenius      | Åbo Svenska Teater      |
| 1928 | Mädi                   | Mädi Robert Stolz, Alfred Grünwald och Leo Stein                                          | Rafael Stenius      | Åbo Svenska Teater      |
| 1928 | Eskil                  | Brudstugan En resande                                                                     | Oscar Tengström     | Åbo Svenska Teater      |
| 1928 | Catherine Grubner      | Hennes lilla majestät Karl Gerhard                                                        |                     | Hagateatern, Stockholm  |
| 1928 | Muriel Hambury         | Livets gång (The Way Things Happen) Clemence Dane                                         | Oscar Tengström     | Åbo Svenska Teater      |
| 1928 | Josette, kammarjungfru | Sprattelgubben (Der Hampelmann) Robert Stolz, Gustav Beer och Fritz Lunzer                | Rafael Stenius      | Åbo Svenska Teater      |
| 1929 | Catherine Grubner      | Hennes lilla majestät Paul Lanzinger                                                      | Per Hjern           | Åbo Svenska Teater      |
| 1929 | Hedda                  | Sveaborg Ture Janson                                                                      | Oscar Tengström     | Åbo Svenska Teater      |
| 1938 | Anna                   | Värmlänningarna Fredrik August Dahlgren och Andreas Randel                                | Ernst Eklund        | Skansens friluftsteater |
| 1944 |                        | Tre små flickor (Drei arme kleine Mädels) Walter Kollo                                    | Oscar Winge         | Malmö stadsteater       |
| 1946 |                        | Lyckan kommer Alf Henrikson                                                               | Sam Besekow         | Malmö stadsteater       |
| 1948 |                        | Kalifens son Axel Strindberg                                                              | Gösta Folke         | Malmö Stadsteater       |
| 1948 |                        | Vår lilla stad (Our Town) Thornton Wilder                                                 | Gösta Folke         | Malmö Stadsteater       |
| 1948 |                        | Radiobragden (Radio Rescue) Charlotte B. Chorpenning                                      | Georg Årlin         | Malmö Stadsteater       |
| 1948 |                        | Streber Stig Dagerman                                                                     | Bengt Ekerot        | Malmö Stadsteater       |
| 1948 |                        | Lycko-Pers resa August Strindberg                                                         | Gösta Folke         | Malmö Stadsteater       |
| 1952 |                        | Greve Öderland Max Frisch                                                                 | Lars-Levi Læstadius | Malmö Stadsteater       |
| 1952 | Modren                 | Kronbruden August Strindberg                                                              | Ingmar Bergman      | Malmö stadsteater       |
| 1955 | Fru Peachum            | Tolvskillingsoperan (Die Dreigroschenoper) Bertolt Brecht och Kurt Weill                  | Knut Ström          | Göteborgs stadsteater   |
| 1957 | Frosine                | Den girige (L'Avare) Moliére                                                              | Tore Karte          | Fredriksdalsteatern     |
| 1959 | Mrs. Holly             | Plötsligt i somras (Suddenly Last Summer) Tennessee Williams                              | Staffan Aspelin     | Göteborgs stadsteater   |
| 1959 | Mrs Railton-Bell       | Vid skilda bord (Separate Tables) Terence Rattigan                                        | Åke Falck           | Göteborgs stadsteater   |
| 1959 |                        | Besök av en gammal dam (Der Besuch der alten Dame) Friedrich Dürrenmatt                   | Johan Falck         | Göteborgs stadsteater   |
| 1960 | Fru Åvik               | Kvartetten som sprängdes Birger Sjöberg                                                   | Åke Falck           | Skansens friluftsteater |
| 1961 | Mamman                 | Lögnhalsen Keith Waterhouse och Willis Hall                                               | Michael Elliott     | Uppsala stadsteater     |
| 1961 | Amman                  | Romeo och Julia (The Tragedy of Romeo and Juliet) William Shakespeare                     | Frank Sundström     | Uppsala stadsteater     |
| 1963 |                        | Desertören Bengt V. Wall                                                                  | Frank Sundström     | Uppsala stadsteater     |
| 1966 | Mercy Croft            | Syster George Frank Marcus                                                                | Hans Råstam         | Borås stadsteater       |

## Radioteater

### Roller
| År   | Roll                   | Produktion                                       | Regi           |
| ---- | ---------------------- | ------------------------------------------------ | -------------- |
| 1955 | Fru Holt               | Samhällets stöttepelare Henrik Ibsen             | Helge Wahlgren |
| 1956 | Fru Döhring, kassörska | Tempo, tempo (Der Terminkalender) Max Gundermann | Åke Falck      |
| 1960 | Fru Åvik               | Kvartetten som sprängdes Birger Sjöberg          | Åke Falck      |